# Stéphane Mistrot Dit Pachet
Stéphane Mistrot Dit Pachet né le 25 juillet 1976 à Pau, est un parachutiste professionnel français membre de l’équipe de France de 2003 à 2012.

## Biographie
Passionné de sport aérien, Stéphane est titulaire des Brevets de parachutiste professionnel et de pilote ULM multiaxe délivrés par la Direction générale de l'aviation civile (DGAC). Il pratique également le kitefoil et a notamment participé au Championnat de France de Kitesurf à Arcachon en 2013.

## Carrière professionnelle
En 1994, il entre à l'armée à l’École des troupes aéroportées (ETAP) de Pau comme plieur de parachute, il poursuit ensuite sa carrière à Toulouse au sein des régiments de la 11°BP. Il détient plusieurs qualifications dans le domaine des technologies de l'information et de la communication et du largage aérien, il est notamment moniteur parachutiste militaire.
En 2003, il intègre l'équipe de France de Parachutisme en qualité de vidéoman. En 2007, avec l'équipe de France de Vol Relatif à 8, il saute et filme Zinédine Zidane qui réalise un saut en parachute au profit de l'association ELA.
En 2010, il quitte l’institution et crée la SAS Parachutisme MDP, société spécialisée dans le domaine du parachutisme professionnel, le saut en parachute biplace (saut en tandem) et les sauts de démonstrations.
Expert en parachutisme et en techniques aéroportées, il réalise des campagnes d’essais à partir d’aéronefs type Hercule C130, Skyvan et Twin Otter au profit de la société canadienne MMIST.
En 2022, Stéphane totalise plus 18 000 sauts en parachute, dont 8 000 sauts en tandem.

## Palmarès
- 2005 : Coupe du Monde VR 4 (Eloy)
- 2006 : Championnat du Monde (Gera)
- 2007 : Champion d'Europe de Vol Relatif à 8 (Stupino)[4],[5]
- 2007 : Vainqueur Coupe du Monde de Vol Relatif à 8 (Stupino)[5]
- 2007 : Vainqueur de Vol Relatif à 8 aux Nationaux US (Eloy)
- 2007 : Vainqueur des Nationaux US (Chicago)
- 2008 : Champion du Monde de Vol Relatif à 8 (Maubeuge)[5]
- 2009 : Championnat d’Europe et Coupe du Monde (Prostějov)
- 2010 : Champion du Monde de Vol Relatif à 8 (Menzelinsk)[5],[6]
- 2010 : Champion du Monde de Vol Relatif à 4 mixte (Menzelinsk)[5],[7]
- 2011 : Vainqueur de la Coupe du Golf de Vol relatif à 4 mixte (Dubai)[5]
- 2011 : Champion d’Europe de Vol Relatif à 8 (Sarrelouis)[5]
- 2011 : Médaille d’Argent à la Coupe du Monde de Vol Relatif à 8 (Sarrelouis)[5]
- 2012 : Vice-Champion du Monde de Vol Relatif à 8 (Dubai)[5],[8],[9]